# خيام ميرزازاده
خيام ميرزازاده (5 أكتوبر 1935 باكو، - 30 يوليو 2018، باكو) - ملحن أذربيجاني، أستاذ – بروفيسور، فنان الشعب في جمهورية أذربيجان الاشتراكية السوفيتية (1987)، حائز على جائزة الدولة لجمهورية أذربيجان الاشتراكية السوفيتية (1976).

## حياته
ولد خيام ميرزازاده في 5 أكتوبر 1935 في باكو. تخرج من معهد أذربيجان الوطنية للموسيقى الذي يحمل اسم عزير حاجبايوف، في عام 1957.
وهو يعمل هناك منذ ذلك الحين. وكان رئيساً لقسم التأليف بين 1969-1983. تم أداء أعماله في النمسا وإنجلترا والمجر وهولندا وألمانيا وإيطاليا وفرنسا وغيرها.
قام بتأليف الموسيقى لأكثر من 30 فيلمًا و15 مسرحية ومسرحيات البوب والجاز والأغاني الشعبية. غادر خيام ميرزازاد اتحاد الملحنين الأذربيجانيين بعد أن كان عضوًا فيه لمدة 52 عامًا.
وتوفي الملحن الشهير في يوم 30 يوليو 2018، عن عمر يناهز 82 عاما، بعد صراع طويل مع المرض. ودفن في الثاني زقاق الشرف.

## وسام
- وسام «شهرة» 2000